# État tampon
 (juillet 2021).
Si vous disposez d'ouvrages ou d'articles de référence ou si vous connaissez des sites web de qualité traitant du thème abordé ici, merci de compléter l'article en donnant les références utiles à sa vérifiabilité et en les liant à la section « Notes et références ».
Un État tampon est un pays situé entre deux ou plusieurs grandes puissances rivales et potentiellement hostiles. Son existence même est censée prévenir des conflits entre ses voisins, qui peuvent l'avoir créé à cette fin.
Les États tampons, quand ils sont véritablement indépendants, poursuivent une politique de neutralité, ce qui les distingue des États satellites ou des zones démilitarisées. Le concept d'État tampon est une partie de la théorie de l'équilibre des puissances qui est apparue dans la pensée européenne du XVIIe siècle en matière de stratégie et de diplomatie.
Au XIXe siècle, la manipulation des frontières de l'Afghanistan et des différents émirats d'Asie centrale a été un élément diplomatique du Grand Jeu entre l'Empire britannique et la Russie impériale pour le contrôle de l'accès aux passages montagneux menant à l'Inde britannique.
Un autre exemple de la même époque est le royaume uni des Pays-Bas, dont la création par la réunion des Provinces-Unies et des Pays-Bas méridionaux en 1815 est approuvée par le congrès de Vienne puisque le Royaume-Uni désire alors un État tampon entre elle et la France. Cette volonté est motivée notamment par la place stratégique du port d'Anvers, qui représente alors une menace potentielle pour les Britanniques si la France en a le contrôle.

## Efficacité selon la recherche empirique
Des recherches montrent que les États tampons sont conquis et occupés beaucoup plus fréquemment que les États qui ne le sont pas. Cela s’explique par le fait que « les États dont les grandes puissances ont intérêt à la survie — les États tampons — font en réalité partie d’un groupe à haut risque de disparition. Les puissances régionales ou grandes puissances situées autour des États tampons sont confrontées à un dilemme stratégique : elles se sentent obligées de prendre le contrôle de l’État tampon, de peur que leur adversaire ne le fasse en premier. Ce type d’inquiétude n’existe pas pour les États qui ne sont pas des États tampons, car il n’y a pas de concurrence directe pour l’influence ou le contrôle. »

## Exemples
- L'Ukraine entre l'Organisation du traité de l'Atlantique nord et la Russie.
- Le royaume d'Arménie entre l'Empire romain et l'Empire parthe
- Le royaume de Dali entre la Birmanie et la Chine (937-1253)
- Le royaume de Lanna entre le royaume d'Ayutthaya et la Birmanie (1259-1895)
- Le khanat de Qasim, entre le grand-duché de Moscou et le khanat de Kazan (1452-1681)
- Le royaume de Navarre (1479-1589), entre la France libérée des Anglais et l'Espagne unifiée.
- Le royaume de Hongrie, plus tard la Transylvanie, située entre les empires autrichien et ottoman ; voir aussi Banat
- L'État de Franche-Comté entre la France et l'Allemagne (1814).
- Le royaume uni des Pays-Bas (1815-1830)
- L'Afghanistan entre la Russie impériale et l'Inde britannique (1870-1947)
- La Bolivie, créée par la Grande Colombie comme tampon entre le Pérou et l'Argentine lors de la question du Haut-Pérou, ainsi qu'entre le Chili après la guerre de la Confédération
- Le Paraguay entre l'Argentine et le Brésil après la guerre de la Triple-Alliance (1870)
- L'Uruguay entre l'Argentine et le Brésil selon les dispositions du traité de Montevideo (1890)
- Le royaume du Siam entre l’Indochine française et le Raj britannique (1887-1947)[3]
- La Pologne, après la Première Guerre mondiale, entre la république de Weimar et l'Union soviétique (1918-1939)
- L’État libre de Fiume entre l'Italie et le royaume de Yougoslavie (1920-1924)
- Le Liban entre la Syrie et Palestine (1949-1981)
- La Mongolie entre la république populaire de Chine et la Russie
- L'Autriche, la Suède, la Finlande durant la guerre froide entre l'OTAN et le pacte de Varsovie (1947-1989)
- La Yougoslavie, entre l'OTAN et l'Union soviétique
- Le Laos entre le Viêt Nam et la Thaïlande[4]
- La Corée du Nord, pendant et après la guerre froide, considérée par certains observateurs comme un État tampon entre les forces militaires de la république populaire de Chine et les forces américaines en Corée du Sud
- Le Népal entre la république populaire de Chine et l'Inde
- La République rhénane
- la République démocratique allemande entre la Pologne et la République fédérale d'Allemagne, notamment entre 1949 et 1969, tant que cette dernière prétendait récupérer la Poméranie et la Silésie. Ensuite pour contenir l'expansion de l'OTAN, qui fut effective quelques années après la réunification allemande (1990) et la dislocation de l'Union soviétique (1991).